# Laeosopis demissa
Laeosopis demissa är en fjärilsart som beskrevs av Ruggero Verity 1946. Laeosopis demissa ingår i släktet Laeosopis och familjen juvelvingar. Inga underarter finns listade i Catalogue of Life.